# FreshView
FreshView — бесплатная программа для управления и просмотра мультимедиа файлов, разработанная командой программистов из «Freshdevices Corp». 
Утилита не является кроссплатформенным программным обеспечением и работает только на компьютерах под управлением 32-битных операционных систем Microsoft Windows 95/98/98 SE/ME/2000/XP/Vista.

## Описание
FreshView представляет собой удобный просмотрщик, конвертер и организатор для мультимедиа файлов. С помощью утилиты пользователи могут сортировать свои коллекции файлов на локальном компьютере. Поддерживает огромное количество графических/аудио/видео форматов (более 80), имеется встроенный и гибко настраиваемый режим слайд шоу для просмотра галереи изображений, конвертер для преобразование из одного формата в другой, плагины, создание HTML-альбомов, печать и предварительный просмотр и многое другое.

## Регистрация
FreshView — бесплатная программа, однако для её использования необходима регистрация на сайте производителя. В процессе регистрации пользователь должен указать адрес электронной почты, на который высылается ключ.